# 로디 조약

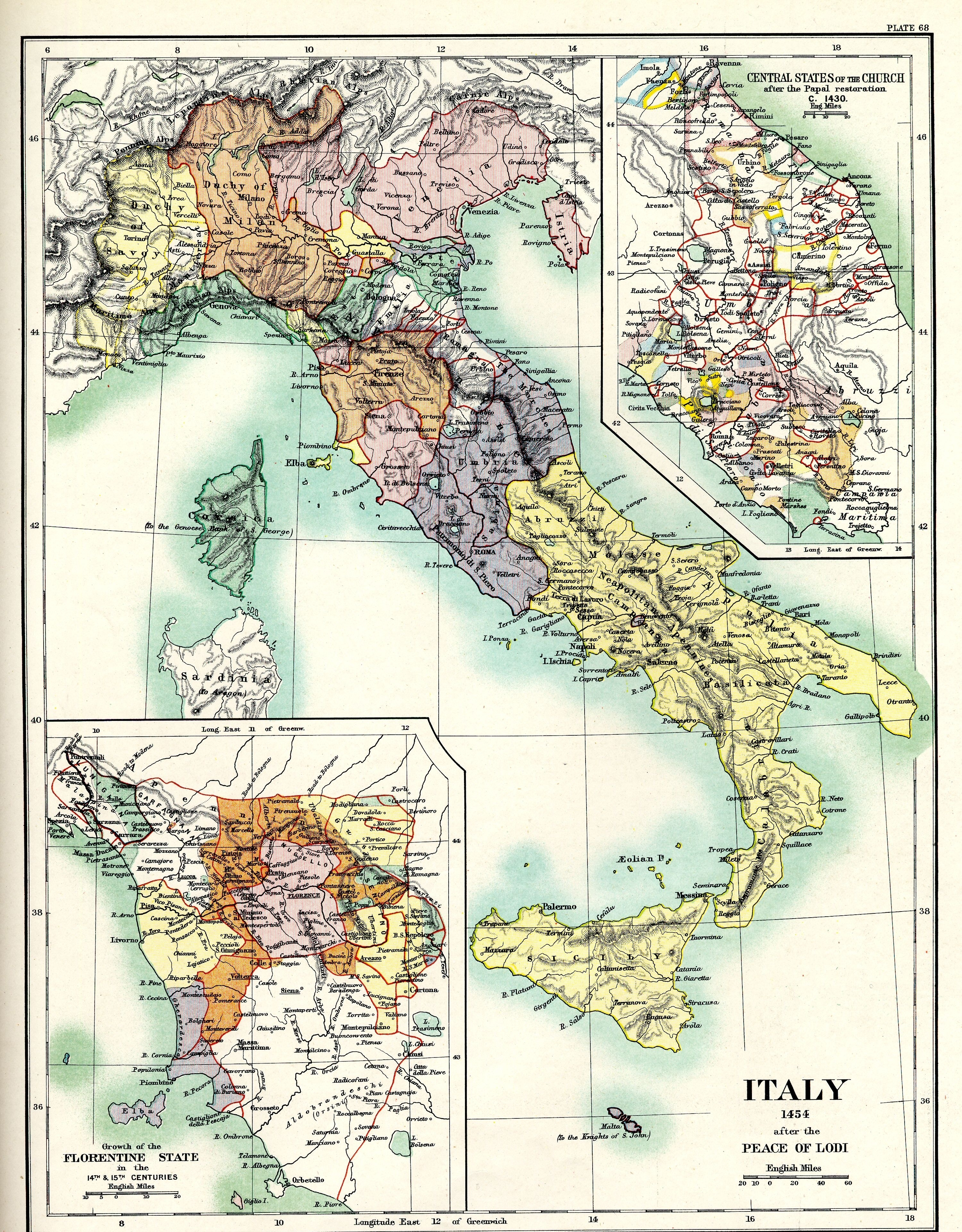
로디 조약 채결 후의 이탈리아

로디 조약 또는 로디 화약은 1454년 4울 9일 아다 뱅크에 있는 롬바르디아의 로디에서 피렌체와 나폴리, 밀라노 사이에 채결된 평화 조약이다. 조약 내용에는 필리포 마리아 비스콘티 지배하의 밀라노 공국과 1427년 마클로디오 전투에서 결정적 승리를 거두고 세워진 베네치아 공화국의 테라페르마(terraferma) 사이의 오랜 세월의 분쟁을 끝내는 내용이 포함되어있고, 베네치아의 동맹에는 피렌체가 있었지만 지속적인 평화로 이어지는 결과가 되지는 않았다: 롬바르디아 전쟁 보기. 간헐적인 몇번의 전쟁 이후로, 로디 조약을 통해서 아다강 유역을 따라 북부 이탈리아에 밀라노와 베네치아 영토 사이의 영구적 국경이 확정되었다. 프란체스코 스포르차는 합법적인 밀라노 공작으로 인정받았다. 북부 이탈리아의 힘의 균형이 제노바 공화국, 사보이아, 곤차가, 에스테 가문 등의 보다 소국가들의 야망이 제외된 체로 세워졌다.
로디 조약과 관련된 동의서는 밀라노, 베네치아, 피렌체를 바꿔가며, 8월 30일 베네치아에서 체결되었다. 나폴리 왕국과 소 도시국가들, 교황령조차도 곧 이탈리아 동맹에 참여하였다. 게다가 로디 조약은 밀라노와 나폴리가 피렌체와의 최종적인 동맹으로 이어지게 하였다. 프란체스코 스포르차는 일생 동안의 외교 전략을 힘의 균형에 바탕을 맞췄다. 로디에서 만들어진 스타투스 쿠오는 샤를 8세가 프랑스군을 이끌고 이탈리아를 침공한 이탈리아 전쟁이 발발하는 1494년까지 지속되었다.
조약은 베네치아와 교황이 밀라노를 상대로 전쟁을 하던 1483년에 폐지되었다.

## 의의
50년이 안되게 유지되었지만, 일부 학자들은 로디 조약에 대해 다음 세기의 북부 이탈리아에 끊임없는 전쟁을 만든 국제 도시 국가 체계의 모델인 최초의 베스트팔렌 주권이라고 입증하기도 한다. 조약은 일시적으로 나마 외교적인 방법으로 힘의 균형을 제도적으로 유지시켰다.

## 참고 서적
- Arrighi, Giovanni (1994), 《The Long Twentieth Century》, Verso, ISBN 1-85984-015-9

- Mattingly, Garrett (1955), 《Renaissance Diplomacy》, Cosimo Classics (2010에 출판됨), ISBN 1-61640-267-9

## 같이 보기
- 밀라노 공국
- 피렌체 공화국
- 프란체스코 1세 스포르차
- 베네치아 공화국